# Cratere Purev
Purev  è un cratere sulla superficie di Venere.